# Lipniki (Podberszty)
Lipniki – część wsi Podberszty na Białorusi, w obwodzie grodzieńskim, w rejonie szczuczyńskim. 
W latach 1921–1939 wieś należała do gminy Berszty, w powiecie grodzieńskim województwa białostockiego.
Według Powszechnego Spisu Ludności z 1921 roku ówcześnie zaścianek zamieszkiwały 23 osoby, wśród których 2 było wyznania rzymskokatolickiego, a 21 prawosławnego. Jednocześnie wszyscy mieszkańcy zadeklarowało polską przynależność narodową. Było tu 2 budynki mieszkalne. 